# جون ماهوني (سياسي)
جون ماهوني (بالإنجليزية: John Mahoney)‏ هو سياسي أمريكي، ولد في 9 سبتمبر 1949 في سبرينغفيلد في الولايات المتحدة، وتوفي في 5 أبريل 2011 في كولومبوس في الولايات المتحدة. حزبياً، نشط في الحزب الديمقراطي.